# Jumièges
Jumièges település Franciaországban, Seine-Maritime megyében. Lakosainak száma 1743 fő (2022. január 1.). Jumièges Barneville-sur-Seine, Le Landin, Duclair, Heurteauville, Le Mesnil-sous-Jumièges és Yainville községekkel határos.

## Népesség
A település népességének változása:
| Lakosok száma | 1767 | 1757 | 1770 | 1719 | 1715 | 1704 | 1693 | 1726 | 1743 |
|               | 2013 | 2015 | 2016 | 2017 | 2018 | 2019 | 2020 | 2021 | 2022 |